# Олексапіль
Оле́ксапіль (колишня Попівка) — село в Україні, у Лозно-Олександрівській селищній громаді Сватівського району Луганської області. Орган місцевого самоврядування — Лозно-Олександрівська селищна рада. Площа села 434,4 га.

## Історія
На території села знаходяться археологічні пам'ятки епохи бронзи — кургани-могили на березі річки Лозна, відомі знахідки речей кочовиків X—XIV століть.
Перші козацькі переселенці з'являються в першій половині XVII століття. Хутір був заснований вихідцями з Тамбовської губернії у 1758 році. Статус села набув 1950 року.
На пагорбі, де пізніше розміщувалась контора КСП «Заріччя», був зведений маєток пана Попова з садками та ставами.
1929 року в селі було створено колгосп «Заріччя». Споруджено гаражі, склади, майстерня, тік, їдальня, інші господарські будівлі.

## Населення
Населення становить 223 особи, 222 двори.

## Вулиці
У селі є такі вулиці: Підгірна, Миру.

## Транспорт
Село лежить за 53 км від районного центру, з яким пов'язане асфальтованою дорогою, і за 15 км від залізничної станції Солідарний на лінії Валуйки — Кіндрашівська-Нова.

## Церква
Відомостей про існування церкви в селі не збереглося.

## Видатні особистості
- Бова Юхим Єрмолайович — Герой Радянського Союзу.